# Hodkov (tvrz)
Tvrziště Hradiště či Hodkov je zaniklá tvrz u vesnice Hodkov jihozápadně od Zbraslavic v okrese Kutná Hora ve Středočeském kraji. V patnáctém a první polovině šestnáctého století byla centrem malého šlechtického statku, který vlastnili příslušníci rodů Bohdaneckých z Hodkova a Dvořeckých z Olbramovic. Z tvrze se dochovalo jen tvrziště s terénními stopami staveb a opevnění, které je chráněno jako kulturní památka.

## Historie
První písemná zmínka o Hodkovu pochází z roku 1375, kdy vesnice patřila Petrovi z Kolovrat, který však sídlil na hradě ve Zruči nad Sázavou. V roce 1379 měl patronátní právo k hodkovskému kostelu Jeník z Hodkova a roku 1395 patřila část vsi Albertovi z Hodkova. Podle Augusta Sedláčka tehdy už hodkovská tvrz stála, ale Albertovi nepatřila.
Koncem čtrnáctého století na Hodkově sídlil Kuneš z Hodkova, předek rodu Bohdaneckých z Hodkova, kterému patřily také Otryby a po určitou dobu také Číhošť. V roce 1406 vesnici získal Kuneš z Olbramovic, který v letech 1406–1418 zastával funkci karlštejnského purkrabího. V roce 1414 uzavřel dohodu o nedílném držení svých statků s Otíkem z Olbramovic a Mikulášem ze Lhoty. Při té příležitosti je poprvé doložena hodkovská tvrz. Dohoda zahrnovala Kunešův Hodkov s tvrzí, poplužním dvorem a selskými dvory v Olbramovicích a Prostřední Vsi, Otíkovy poplužní a selské dvory v Křtěnovicích a Olbramovicích a Mikulášovovu Lhotu s tvrzí a příslušenstvím.
Kuneš z Olbramovic zemřel v letech 1418–1419 a jeho majetek byl prohlášen za odúmrť. Proti tomu protestovali Otík z Olbramovic, snad Kunešův bratr, a Mikuláš ze Lhoty, kteří měli podle dohody z roku 1414 majetek zdědit. Začátek husitských válek však rozsouzení sporu na delší dobu odložil. Podle lidových pověstí měla být tvrz během husitských válek zničena, ale doklady pro to chybějí. Hodkov ovládl Otík z Olbramovic, po němž ho zdědil jeho syn Kuneš Kozel z Olbramovic. Oženil se s Eliškou ze Žestok a v roce 1464 ji zapsal majetek ve výši 150 kop grošů na hodkovské tvrzi, poplužním dvoru a selských dvorech ve vsi. Několik let poté manželé zemřeli. Dědictví po nich si nárokoval Jan z Říčan a Hrádku a bratři Václav a Ondřej Dvořečtí z Olbramovic, ale Eliščin podíl ve výši 150 kop připadl roku 1474 jako odúmrť králi Vladislavovi.
Hodkov nadále zůstal v majetku Dvořeckých z Olbramovic. Přech a Jindřich, synové Václava Dvořeckého, se v roce 1520 rozdělili o majetek a Hodkov připadl Přechovi. V roce 1546 od Trčků z Lípy koupil Načeradec, kam se přestěhoval, a sídla v Olbramovicích a Hodkově začala chátrat. Zápis v zemských deskách z roku 1550 uvádí hodkovskou tvrz jako pustou. Krátce předtím Přech vesnici prodal Petru Rybkovi z Újezdu, ale ten bydlel v poplužním dvoře.
Tvrz už nebyla obnovena. Na začátku sedmnáctého století byly zdi ještě ve snadno opravitelném stavu, ale nadále chátraly. Po roce 1760 začalo na pokyn královské komory jejich rozebírání a získaný stavební materiál posloužil při rozšiřování hospodářského dvora na jižním okraji vesnice.

## Stavební podoba
Z tvrze se dochovalo tvrziště typu motte. Centrální pahorek ze tří stran obepíná až šest metrů hluboký příkop, zatímco východní stranu chránil strmý svah. Z jihu příkop překračuje úzká vstupní šíje. Na ploše pahorku je patrných několik prohlubní a hlinitokamenitý násyp.